# 伊格纳茨·贝森朵夫
伊格纳茨·貝森朵夫（Ignaz Bösendorfer；1796年7月29日—1859年4月14日） 是一名维也纳音乐家和钢琴制造商。他于1828年在维也纳的约瑟夫施塔特创立了著名的贝森朵夫钢琴制造公司，至今仍在生产世界上最顶级的三角钢琴。

## 生平
伊格纳茨·貝森朵夫是一个木匠的儿子，毕业于维也纳美术学院。毕业后他师从当时著名的钢琴制造师约瑟夫·布罗德曼(1763–1848),并于1828年从他手中接过了制造作坊。同年7月28日，他得到维也纳政府的的营业执照，创立了贝森朵夫公司。由于当时的奥匈帝国，能够拥有一架三角钢琴来举行家庭音乐会被认为是个人财富与社会身份和地位的象征，纳茨的事业得以快速的发展。
伊格纳茨精湛的制造手艺为他的钢琴赢得了相当多的美誉。贝森朵夫三角钢琴能够发出相当洪亮和悠扬的声音。由于他和著名的作曲家李斯特关系密切，而后者对乐器有着近乎于完美的苛求，无形之中为贝森朵夫的品质打下了基础。
1839年他收到了当时奥地利皇帝斐迪南一世的皇家委任状专门为皇室提供顶级三角钢琴钢琴。
伊格纳茨去世后，其子路德维希·貝森朵夫（Ludwig Bösendorfer）接手了公司。
貝森朵夫生产的第一批三角钢琴中有一台上刻有Ig. Besendorfer Schüler des Brodmann in Wien Josephstadt 43字样，此为纳茨·貝森朵夫的亲笔签名。该钢琴至今仍在Millstatt修道院展出。